# Leira
Leira är en tätort i Nord-Aurdals kommun i Innlandet fylke i Norge. Orten ligger där Europaväg 16 möter fylkesväg 51, vid östra änden av sjön Strondafjorden, sydöst om staden Fagernes.